# Maria Toma
Maria Toma (* 25. Januar 1999 in Bukarest) ist eine rumänische Tennisspielerin.

## Karriere
Toma gewann bisher einen Doppeltitel auf der ITF Women’s World Tennis Tour.

## Turniersiege

### Doppel
| Nr. | Datum              | Turnier | Kategorie | Belag | Partnerin          | Finalgegnerinnen             | Ergebnis |
| --- | ------------------ | ------- | --------- | ----- | ------------------ | ---------------------------- | -------- |
| 1.  | 17. September 2022 | Varna   | ITF W15   | Sand  | Patricia Maria Țig | Melis Sezer Julija Stamatowa | 6:4, 6:4 |